# Основно училище „Гео Милев“ (Пловдив)
Основно училище „Гео Милев“ е образователна институция в град Пловдив.

## История
През 1900 г. била издигната представителната сграда на гръцкото училище „Григорий Маразли“. Тя е построена с дарения на граждани и с големия принос на Григорий Марашлията /Григорис Марашлис/, син на търговец от квартал Мараша, изселник в Одеса. Въпреки че не е идвал в Пловдив, той е заявил желанието си да се намери красиво и високо място, на което да се построи училище. Парцелът на училището се намира на източния скат на Джамбаз тепе е дарен от килийното училище, към църквата Света Параскева. Сградата е проектирана през 1899 г. от арх. Димитриос Андроникос, завършил Националната мецовска политехника в Атина. Училището отваря врати на 1 септември 1901 г.
През първите години от своето съществуване училището е гръцко. От 1906 г. то става българско и се именува Втора прогимназия „Марашлията“. След атентата на 16 април 1925 г. прогимназията, заедно с IV прогимназия „П. Каравелов“ и Еврейското училище, е използвана като затвор. На входа на училището има паметна плоча с имената на намерилите смъртта си на 1 юни 1925 г.
През 1930 г. е направена сцена, намираща се на горния етаж на сградата. Тя е с красиви рисувани декори, творение на учителя Бабанов. На нея редовно са се изнасяли пиеси, концерти, беседи с родители и преподаватели. През годините в полза на културното възпитание и развитие в училището се монтира и радиоуредба, закупуват се музикални инструменти и дори се сформират струнен оркестър, хор и детски театър. За 50 години след своето създаване – до 1956 г., във Втора прогимназия са завършили своето образование около 7000 души.

В ОУ „Гео Милев“ своето образование са завършили редица известни личности и хора на изкуството. Самата сграда на училището е паметник на културата. Сградата се отличава с красиви мраморни колони, украсени с византийска мозайка, донесени от Гърция. Друг интересен детайл е паметната плоча в преддверието, на която пише:
| „ | Този красив дом на музите, който от всякъде се вижда, уважавайки себе си и Отечеството си, макар и отдалеч, основа Маразлията под името Григори Марашли. | “ |